# Kars
Kars je město v Turecku, správní středisko stejnojmenné provincie ve Východní Anatolii. Žije zde přibližně 97 tisíc obyvatel. V polovině 10. století bylo hlavním městem Arménského království. V říjnu 1877, během rusko-turecké války, Kars dobyl ruský generál arménského původu Michal Loris-Melikov. V letech 1877–1921 byl Kars součástí Ruska. Město je známé pro své křesťanské památky.
Kniha tureckého spisovatele, držitele Nobelovy ceny za literaturu, Orhana Pamuka Sníh se odehrává právě v Karsu.

## Podnebí
Kars má vlhké kontinentální podnebí (Köppen Dfb) s chladnými zimami, což je způsobeno jeho vysokou nadmořskou výškou. Průměrná lednová teplota činí −10,4 °C, ale teploty mohou klesnout i na −35 °C. Nejvíce srážek spadne v květnu a červnu.

## Historie

### Středověk
Podle arménských zdrojů bylo město Kars založeno za vlády Aršakunjů (tedy mezi lety 52–428). Malé pevnostní město ale nehrálo v historii významnou roli, proto se o něm nedochovali písemné zdroje. Během vlády arménské dynastie Bagratidů (885–1045) zažil Kars rychlý vzestup a v letech 928–961 byl hlavním městem Bagratovské Arménie. V tomto období byla postavena městská katedrála, později známá jako Kostel svatých apoštolů. V roce 961 arménský král Ašot III. Milosrdný přesunul hlavní město do kosmopolitního Ani. V roce 963 se Kars stal hlavním městem malého arménského knížectví nazývaného Vanand, které se odtrhlo od původní Arménie. Míra samostatností Vanandského knížectví je otázkou sporů mezi historiky, protože vládnoucí arménský král v Ani se stále nazýval Král králů všech Arménů. Prvním vládcem v polosamostatném Karsu se stal mladší bratr arménského krále Ašota III. – kníže Mušegh Bagratuni.
Kars jako hlavní město Vanadského knížectví vzkvétal, stavěli se nové církevní budovy, rozšiřovaly se hradby a ve městě žilo více než 50 000 lidí. Kars se stal centrem řemesel a obchodu, měl úzké obchodní vazby i se vzdálenými zeměmi.
V roce 1045 se hlavní arménské město Ani stalo součástí Byzantské říše a Kars se tak stal opět hlavním městem Arménie. V roce 1054 zaútočili Seldžučtí Turci na Arménii a u Karsu byli poraženi Tatulem Vanandetsim, vrchním velitelem arménského vojska. Ačkoliv válka s Turky skončila pro Armény vítězně, král Gagik Bagratuni z Karsu se v obavě z dalších tureckých invazí rozhodl vzdát samostatnosti a připojil roku 1064 svou zemi včetně Karsu k Byzantské říši, aby si zajistil větší ochranu. Tím skončilo období samostatného Karsu. Připojení k Byzantské říši nepomohlo, ještě v tom samém roce 1064 Seldžukové pod vedením Alp-Arslana Kars dobyli a připojili ke své říši.
I během seldžucké nadvlády byla většina obyvatel města Armény. V roce 1206 byl Kars spolu se severní částí Arménie osvobozen arménsko-gruzínskými vojsky a stal se součástí majetku zakariánských knížat v Gruzii. V roce 1242 bylo město dobyto Mongoly, částí Gruzie se znovu stalo až za vlády Jiřího V. Zářivého (1314–1345). Kars zůstal součástí Gruzínského království až do jeho konce, pak přešel pod nadvládu knížectví Samcche. V roce 1387 se město vzdalo Tamerlánovi, který nařídil zničit městské opevnění.
V roce 1514 byl Kars připojen k Osmanské říši, která z něho udělala pevnost pro šíření svého vlivu v Zakavkazsku.

### 17. a 18. století
8. června 1604, během turecko-perské války (1603–1618) byl Kars dobyt perským šáhem Abbásem I. Velikým. Po vrácení města pod osmanskou nadvládu vystavěli Turci nové silné hradby, které v roce 1731 odolaly obléhání perského šáha Nádera. Kars se stal hlavním městem provincie Erzurum. Na obranu proti Peršanům se pokračovalo v rozšiřování opevnění. Pevnostní hradby dosáhly celkové délky 1000 metrů, bylo na nich 220 silných věží. Na vysokém útesu stála "nedobytná" citadela. 9.–19. srpna 1745 u města proběhla jedna z největších turecko-perských bitev – bitva o Kars, která skončila perským vítězstvím a zastavila tak osmanský postup na východ a Osmanská říše se více soustředila na dobývání území na západě.
Na konci 18. století populace města již nebyla ryze arménská. V Karsu se usadily velké masy tureckých a kurdských kmenů. 

### 19. století – rusko-turecké přetahování o Kars
Během série rusko-tureckých válek v 19. století se Kars stal jedním z hlavním cílů bojů na kavkazské frontě. V roce 1807 se ruská vojska pod vedením generála Nesvětajeva dostala až ke Karsu a chystala se město dobýt. Generál Nesvětajev, ale dostal rozkaz neutrpět velké ztráty na lidech, proto se raději rozhodl od obléhané města stáhnout do osady Paldyran a následně do Gumramu.
V roce 1828 bylo město dobyto ruským generálem Ivanem Fjodorovičem Paskevičem, ale na základě Drinopolského míru bylo vráceno zpět Turkům.
Během krymské války osmanská armáda pod vedením Ismaila Paši a za podpory britských důstojníků odolala několika útokům ruské armády, ale následně byla vojenská posádka oslabena hladem a cholerou, v listopadu 1855 město proto kapitulovalo a přešlo pod kontrolu Rusů. Pád města byl jedním z důvodů, proč Britové začali jednat o míru v krymské válce ačkoliv se jim podařilo obsadit po dlouhém obléhání Sevastopol. Po mírových jednáních na konci krymské války byl Kars opět vrácen Osmanské říši.
Během rusko-turecké války 1877–1878 generál Michal Loris-Melikov dobyl Kars, kde zajal tureckou posádku (17 tisíc vojáků). Mírovou smlouvou bylo určeno, že Kars se stává součástí Ruské říše. Byla vytvořena Karská oblast, která zahrnovala Ardahan, Kaghzvan a Olti. Připojení Karsu k Rusku mělo na město pozitivní dopad. Město rychle prosperovalo a rozvíjelo se, což přispělo ke zvýšení počtu obyvatel a návratu Arménů. Rozvinul se také arménský kulturní život. Na konci 19. století vycházely v Karsu asi dvě desítky novin, bylo zde mnoho škol s tisíci studenty. Na okraji města se také aktivně usazovali ruští osadníci a carská vláda pobízela k přestěhování do města i své Kavkazské Němce. Do města se také ve velkém sestěhovávali Pontští Řekové.
Podle ruského sčítání obyvatel v roce 1897 žilo v Karsu téměř 30 tisíc lidí z toho 49,7 % Arméni, 26,3 % Rusové, 11,7 % Ponští Řekové, 5,3 % Poláci a Turci jen 3,8 %.

### První světová válka
Během První světové války byla kavkazská fronta pro Osmanskou říši jednou z nejdůležitějších, hlavním cílem bylo znovu dobýt Kars a Batumi. Rusové naopak kavkazskou frontu vnímali až jako druhořadé bojiště, protože hlavní ruské síly byly soustředěny na západě země proti hrozícímu Německu a Rakousku-Uhersku. Na počátku války osmanská 3. armáda o síle asi 150 000 mužů začala rychle postupovat na ruské území a ruské jednotky o síle 100 000 může pod velením generála Voroncova-Daškova se stahovaly ke Karsu. Jihozápadně od města v bitvě u Sarikamiše byly Osmané v lednu 1915 poraženi a donucen k ústupu. Pohyb fronty se zastavil a došlo k zákopovým bojům.
S vypuknutím ruské revoluce se kavkazská fronta začala hroutit a Turci podnikly novou ofenzívu, proti které se stavěli především Arméni, kterým část svých pozic předala ustupující ruská armáda. 3. března 1918 se Rusko podpisem brestlitevské mírové smlouvy vzdalo Karsu, Ardahanu a Batumi ve prospěch Osmanské říše. V té době ale Kars byl pod kontrolou arménských a bělogvardějských sil. Turkům se podařilo město dobýt až 25. dubna 1918. Protože Osmanská říše prohrála v první světové válce, bylo vítěznými mocnostmi požadováno, aby se hranice na Kavkaze vrátily do předválečného období. Kars tak byl v říjnu 1918 připojen k Arménské první republice. Osmané se ale odmítli Karsu vzdát, vojenský guvernér Karsu založil vlastní vládu a bránil se silou arménským nárokům. Arménům se za pomoci britské armády podařilo získat kontrolu nad městem až na jaře 1919. Kars se stal hlavním městem provincie Vanand. Do Karsu se začaly vracet vyhnané arménské rodiny a také se tam stěhovali Arméni z jiných zemí, aby žili ve starobylém arménském hlavním městě. 
30. října 1920 byl Kars dobyt tureckými silami v průběhu tzv. Turecké války za nezávislost. Většina Arménů byla z města vyhnána. Podle Karské mírové smlouvy se stal Kars součástí Turecka, pod tlakem sovětského Ruska byla arménská vláda nucena nevýhodnou smlouvu podepsat.

### 1945–1953 – Snaha o připojení k SSSR
Po Druhé světové válce se pokusil Sovětský svaz anulovat Karskou smlouvu a získat Kars zpět. 7. června 1945 sovětský ministr zahraničí Vjačeslav Molotov oznámil tureckému velvyslanci v Moskvě, že Kars a další oblasti ve východním Turecku by měla být vráceny Sovětskému svazu a připojeny ke Gruzii a Arménii. Turecko bylo v těžké situaci, chtělo si zachovat dobré vztahy se SSSR, ale nechtělo se vzdát svých východních regionů. Turecko samo nemělo sílu vojensky vzdorovat SSSR, který se právě stal jednou ze dvou supervelmocí. Na podzim 1945 se sovětská armáda na Kavkaze začala připravovat na invazi do Turecka, aby požadované území připojila silou. Britský premiér Winston Churchill proti sovětským územním nárokům protestoval a americký prezident Harry Truman zpočátku zastával názor, že je to věcí Turecka a SSSR a nikdo by se do toho neměl vměšovat. Se začátkem tzv. Studené války však USA začaly Turecko vnímat jako užitečného spojence proti sovětské expanzi a začaly ho finančně i vojensky podporovat. V roce 1953 SSSR upustil od svých nároků na Kars.

### Nedávná historie
V dubnu 1993 Turecko uzavřelo své hranice nedaleko Karsu s Arménií, na protest proti obsazení území Ázerbájdžánu ve válce o Náhorní Karabach. Od té doby turecko-arménské hranice zůstávají zavřené, i nyní v roce 2022. V roce 2006 bývalý karský starosta Naif Alibeyoğlu prohlásil, že otevření turecko-arménských hranic je v zájmu Karsu, protože dojde k oživení městské ekonomiky, nastartování růstu a přeshraničnímu obchodu. V roce 2009 proběhlo neúspěšné turecko-arménské jednání o možnostech otevření hranic, i díly silnému tlaku karských obyvatel hranice zůstala zavřená. Pod tlakem Ázerbájdžánu a obyvatel Karsu prohlásil turecký ministr zahraničí Ahmet Davutoğlu v roce 2010 a v roce 2011, že otázka otevření hranic s Arménií není na pořadu dne a že otevření hranic není pro Kars výhodné.

## Slavní rodáci
- Hayranidil Kadin (1846–1898) - konkubína osmanského sultána Abdulazize.
- Jeghiše Čarenc (1897–1937) - arménský básník, zakladatel moderní arménské literatury

## Partnerská města
- Bursa, Turecko
- Edirne, Turecko
- Gandža, Ázerbájdžán
- Kirkenes, Norsko
- Kutaisi, Gruzie
- Mingačevir, Ázerbájdžán
- Wesel, Německo